# Actidium boudieri
Actidium boudieri ist ein Käfer aus der Familie der Zwergkäfer (Ptiliidae). 

## Merkmale
Die Käfer erreichen eine Körperlänge von 0,5 bis 0,63 Millimetern und haben eine braunschwarze, fast matte Körperfärbung. Die Fühler und Beine sind dunkelbraun. Die Deckflügel sind eiförmig, an den Seiten gerundet und etwas kürzer als bei den verwandten Arten. Der Körper ist auch mehr gewölbt als bei diesen. Der Halsschild ist schmäler als die Deckflügel und seitlich an den Hinterwinkeln rundlich abgeschrägt sowie undeutlich ausgeschweift.

## Vorkommen und Lebensweise
Die Art kommt in Mittel- und Südeuropa sowie Teilen Osteuropas vor. Im Süden ist sie von Frankreich über Italien und Kroatien bis nach Griechenland und Zypern bekannt, im Norden verläuft die Verbreitungsgrenze durch Deutschland und Dänemark, das Baltikum und den Westen Russlands. Die Tiere bewohnen angeschwemmtes Pflanzenmaterial an Gewässerufern.